# 27e méridien est
En géographie, le 27e méridien est est le méridien joignant les points de la surface de la Terre dont la longitude est égale à 27° est.

## Géographie

### Dimensions
Comme tous les autres méridiens, la longueur du 27e méridien correspond à une demi-circonférence terrestre, soit 20 003,932 km. Au niveau de l'équateur, il est distant du méridien de Greenwich de 3 006 km,.
Avec le 153e méridien ouest, il forme un grand cercle passant par les pôles géographiques terrestres.

### Régions traversées
En commençant par le pôle Nord et descendant vers le sud au pôle Sud, Le 27e méridien est passe par:
| Coordonnées          | Pays, territoire ou mer          | Notes                                              |
| -------------------- | -------------------------------- | -------------------------------------------------- |
| 90° 00′ N, 27° 00′ E | Océan Arctique                   |                                                    |
| 80° 06′ N, 27° 00′ E | Norvège                          | Île de Nordaustlandet, Svalbard                    |
| 79° 52′ N, 27° 00′ E | Mer de Barents                   |                                                    |
| 78° 42′ N, 27° 00′ E | Norvège                          | Île Svenskøya, Svalbard                            |
| 78° 41′ N, 27° 00′ E | Mer de Barents                   |                                                    |
| 70° 36′ N, 27° 00′ E | Norvège                          |                                                    |
| 69° 55′ N, 27° 00′ E | Finlande                         |                                                    |
| 60° 25′ N, 27° 00′ E | Mer Baltique                     | Golfe de Finlande                                  |
| 60° 04′ N, 27° 00′ E | Russie                           | Oblast de Leningrad — île de Hogland               |
| 60° 01′ N, 27° 00′ E | Mer Baltique                     | Golfe de Finlande                                  |
| 59° 26′ N, 27° 00′ E | Estonie                          | Passe par le Lac Peïpous                           |
| 57° 37′ N, 27° 00′ E | Lettonie                         |                                                    |
| 55° 49′ N, 27° 00′ E | Biélorussie                      |                                                    |
| 51° 47′ N, 27° 00′ E | Ukraine                          |                                                    |
| 48° 22′ N, 27° 00′ E | Moldavie                         |                                                    |
| 48° 08′ N, 27° 00′ E | Roumanie                         |                                                    |
| 44° 08′ N, 27° 00′ E | Bulgarie                         |                                                    |
| 42° 02′ N, 27° 00′ E | Turquie                          | 165 km. Thrace                                     |
| 40° 34′ N, 27° 00′ E | Mer de Marmara                   | 16 km.                                             |
| 40° 23′ N, 27° 00′ E | Turquie                          | 257 km. Anatolie                                   |
| 38° 04′ N, 27° 00′ E | Mer Méditerranée                 | Mer Égée                                           |
| 37° 47′ N, 27° 00′ E | Grèce                            | Île de Samos                                       |
| 37° 42′ N, 27° 00′ E | Mer Méditerranée                 | Mer Égée                                           |
| 37° 28′ N, 27° 00′ E | Grèce                            | Île de Agathonisi                                  |
| 37° 27′ N, 27° 00′ E | Mer Méditerranée                 | Mer Égée                                           |
| 37° 01′ N, 27° 00′ E | Grèce                            | Île de Kalymnos                                    |
| 36° 57′ N, 27° 00′ E | Mer Méditerranée                 | Mer Égée                                           |
| 36° 47′ N, 27° 00′ E | Grèce                            | Île de Kos                                         |
| 36° 45′ N, 27° 00′ E | Mer Méditerranée                 | Mer Égée                                           |
| 35° 26′ N, 27° 00′ E | Grèce                            | Île de Kasos                                       |
| 35° 24′ N, 27° 00′ E | Mer Méditerranée                 |                                                    |
| 31° 26′ N, 27° 00′ E | Égypte                           |                                                    |
| 22° 00′ N, 27° 00′ E | Soudan                           |                                                    |
| 9° 35′ N, 27° 00′ E  | Soudan du Sud                    |                                                    |
| 5° 51′ N, 27° 00′ E  | République centrafricaine        |                                                    |
| 5° 10′ N, 27° 00′ E  | République démocratique du Congo |                                                    |
| 11° 51′ S, 27° 00′ E | Zambie                           |                                                    |
| 17° 57′ S, 27° 00′ E | Zimbabwe                         |                                                    |
| 20° 01′ S, 27° 00′ E | Botswana                         |                                                    |
| 23° 41′ S, 27° 00′ E | Afrique du Sud                   | Limpopo Nord-Ouest État libre Cap-Oriental         |
| 33° 35′ S, 27° 00′ E | Océan Indien                     |                                                    |
| 60° 00′ S, 27° 00′ E | Océan Austral                    |                                                    |
| 69° 58′ S, 27° 00′ E | Antarctique                      | Terre de la Reine-Maud, revendiquée par la Norvège |